# Джемма Скулме
Джемма Скулме (латис. Džemma Lija Skulme в документах радянського періоду — Джемма Оттівна Скулме; 20 вересня 1925 — 9 листопада 2019) — радянська і латвійська художниця. Народний художник Латвійської РСР (1976). Лауреат Державної премії СРСР (1984).

## Біографія
Народилася 20 вересня 1925 року в Ризі (Латвія).
Закінчила відділення живопису Латвійської Академії мистецтв, аспірантуру ЛІЖСА імені І. Е. Рєпіна (кандидат мистецтвознавства). Багато років очолювала Спілку художників Латвії. Персональні виставки Д. Скулме проходили в Росії, Австрії, Німеччини, Канаді, США. Депутат ВР Латвійської РСР. Активний учасник Атмоди, одна з перших фігур Народного фронту, пізніше підписала маніфест про створення Народної партії.

## Сім'я
Джемма з династії художників. Її батько — Отто Скулме (1889—1967, ректор Латвійської Академії мистецтв до 1961 року), мати — Марта Лієпіня-Скулме (1890—1962). Художниками були також її дядько Уго (Угіс) Скулме і його син, двоюрідний брат Джемми Юргіс Скулме. Останній зображував життя латишів в Сибіру, що було названо «наклепом на радянську владу». І Спілка художників на чолі з Джеммою Скулме проголосувала за його виключення зі своїх лав. «Це була така історично обумовлена зрада самої себе», — зізналася потім вже 90-річна художниця.
Перший чоловік — артист Артур Дімітерс (1915—1986), в цьому шлюбі народився син Юріс Дімітерс (1947), художник-плакатник.
Другий чоловік — художник Оярс Густавові Аболс (1922—1983), дочка Марта Скулме (1962).

## Нагороди та звання
- Державна премія СРСР (1984) — за мальовничий триптих «Пісня» («Сто років тому», «Блискавка небо крає», «Пісня») і картини «Нитки», «Покоління»
- народний художник Латвійської РСР (1976)
- Почесний член Латвійської АН
- Почесний доктор Латвійської АХ
- орден Трьох Зірок (1995).

## Посвячення художниці
У 1986 році Ризька кіностудія отримала документальний фільм «Джемма», присвячений художниці. Його режисером була Лайма Зургіна.